# Jardim Itu
O bairro Jardim Itu é um bairro da cidade de Porto Alegre sendo um bairro considerado de classe média alta, é um bairro com uma alta densidade demográfica.
O PIB per capita em 2010 do bairro era de R$ 1,622, R$ 22 acima do PIB da cidade de Porto Alegre na mesma época (R$ 1,600).
O bairro costuma ser bem tranquilo e seus índices de violência são baixos. Entre os crimes mais cometidos no bairro estão assaltos e furtos, porém sem um número considerável de latrocínios e assassinatos.
Bairro distante do Centro Histórico de Porto Alegre⁣, porém muito importante, tendo em vista que a avenida Baltazar de Oliveira Garcia corta o seu centro, assim tendo uma boa forma de locomoção para todos os lugares da cidade. O bairro está próximo ao Terminal Triângulo um dos principais terminais de ônibus da capital gaúcha.